# Осада Круи (1467)
Третья осада Круи османской армией под командованием султана Мехмеда Фатиха произошла летом 1467 года.

## Осада
Разгром османской армии под командованием Баллабан-паши Бадеры и осада Эльбасана во время предыдущей осады Круи вынудили султана Мехмеда II вновь напасть на Скандербег летом 1467 года, всего через два месяца после победы последнего при Второй осады Круи. На этот раз Скандербег не сразу отступил в горы, а впервые решил противостоять османской армии в Буршеке, в долине реки Шкумбини, чтобы дать время мирному населению отступить в горы. Битва привела ник победе ни к поражению. Затем Скандербег отступил, в то время как султан Мехмед Фатих отправил великого визиря Махмуда-пашу Ангеловича с частью османской армии преследовал Скандербега, в то время как сам опустошил остальную часть албанской земли. Скандербег смог отступить на побережье, а затем в горы. Великий визирь Махмуд-паша Ангелович в течение пятнадцати дней безуспешно находился в горах, но так и не смог настигнуть Скандербега.
Тем временем Мехмед II послал османские отряды для набега на венецианские владения (особенно Дуррес, который также был подвергнут осаде и бомбардировке в течение короткого периода) и для удержания их в изоляции. Мехмед Фатих осаждал Крую несколько дней, но когда понял, что не сможет взять его штурмом, то снял осаду. Хотя турки-османы не захватили Крую, им удалось опустошить районы вокруг Дурреса и Скутари.